# Yateras
Yateras es uno de los municipios que conforman la provincia de Guantánamo, en Cuba. 
Tiene una extensión territorial de 625 km² y una población estimada a diciembre de 2017 de 19 190 habitantes.  La población del municipio es predominantemente indígena y mestiza. La cabecera del municipio es la localidad de Palenque.
El territorio es montañoso, con su elevación máxima ubicada en el Pico Galán, de 974 m s. n. m. de altitud, la ciudad más alta de Cuba.